# Casteljaloux

Casteljaloux este o comună în departamentul Lot-et-Garonne din sud-vestul Franței. În 2009 avea o populație de 4.773 de locuitori.

## Evoluția populației
| An        | 1975  | 1982  | 1990  | 1999  | 2006  | 2009  |
| --------- | ----- | ----- | ----- | ----- | ----- | ----- |
| Populație | 5.343 | 5.229 | 5.048 | 4.755 | 4.617 | 4.773 |